# علی زاهدی
علی سخاوت زاهدی (زادهٔ ۱۰ تیر ۱۳۲۸ - درگذشتهٔ ۲۶ فروردین ۱۳۸۴) بازیگر سینما و تلویزیون بود که به نام قوچعلی در سری فیلم‌های صمد و چند فیلم دیگر مانند شوهر جونم عاشق شده معروف شده است. وی در کنار فعالیت‌های هنری خود کارمند بخش حمل و نقل زمینی و سوخت‌رسانی هواپیمایی ملی ایران نیز بود و در سال‌های آخر عمر خود بازنشسته شده بود.

## درگذشت
این هنرپیشه، در ۲۲ فروردین ۱۳۸۴ در بخش آی سی یو بیمارستان آزادی بستری و در روز جمعه ۲۶ فروردین ۱۳۸۴ برابر با ۱۵ آوریل ۲۰۰۵ درگذشت. وی در قطعه هنرمندان بهشت زهرا به خاک سپرده شد.

## فیلم شناسی

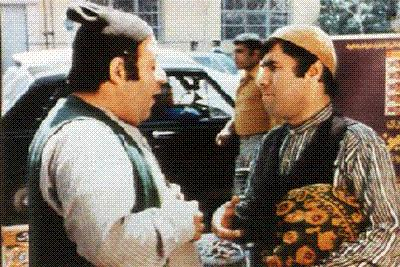
علی زاهدی در نقش قوچعلی درفیلم صمد در به در می‌شود(۱۳۵۷)

- آرزوی بزرگ (۱۳۷۳)
- خوش خیال (۱۳۷۱)
- بیا با من (۱۳۷۱)
- مستأجر (۱۳۷۱)
- علی و غول جنگل (۱۳۶۹)
- صمد به شهر می‌رود (۱۳۵۸)
- حق و ناحق (۱۳۵۷)
- صمد دربه‌در می‌شود  (۱۳۵۷)
- رفاقت (۱۳۵۶)
- سکوت بزرگ (۱۳۵۶)
- سلام تهران (۱۳۵۶)
- صمد در راه اژدها (۱۳۵۶)
- فقط آقا مهدی می‌تونه (۱۳۵۶)
- مرد خدا (۱۳۵۶)
- مشکل آقای اعتماد (۱۳۵۶)
- یکی خوش‌صدا یکی خوش‌دست (۱۳۵۶)
- با هم ولی تنها (۱۳۵۵)
- شادی‌های زندگی (۱۳۵۵)
- شوهرجونم عاشق شده (۱۳۵۵)
- گل خشخاش (۱۳۵۵)
- پاشنه طلا (۱۳۵۴)
- دختر نگو، بلا بگو (۱۳۵۴)
- زنبورک (۱۳۵۴)
- صمد خوشبخت می‌شود (۱۳۵۴)
- مرد ناآرام (۱۳۵۴)
- نی‌زار (۱۳۵۴)
- تشنه‌ها (۱۳۵۳)
- جوجه فکلی (۱۳۵۳)
- حسین آژدان (۱۳۵۳)
- شوهر کرایه‌ای (۱۳۵۳)
- صمد آرتیست می‌شود (۱۳۵۳)
- فرار از بهشت (۱۳۵۳)
- گلنسا در پاریس (۱۳۵۳)
- ماشین مشتی ممدلی (۱۳۵۳)
- مرغ همسایه (۱۳۵۳)
- مظفر (فیلم) (۱۳۵۳)
- می‌رم بابا بخرم (۱۳۵۳)
- خوشگذران (۱۳۵۲)
- صمد به مدرسه می‌رود (۱۳۵۲)
- علی کنکوری (۱۳۵۲)
- قربون هرچی خوشگله (۱۳۵۲)
- گدای میلیونر (۱۳۵۲)
- ناخدا باخدا (۱۳۵۲)
- پدر که ناخلف افتد (۱۳۵۱)
- ستارخان (۱۳۵۱)
- صمد و سامی، لیلا و لی لی (۱۳۵۱)
- مرغ تخم‌طلا (۱۳۵۱)
- تولدت مبارک (۱۳۵۱)

### تلویزیونی
- سرکار استوار (۱۳۴۶)
- ماجراهای صمد (۱۳۵۳)
- آدم کاغذی (۱۳۵۳)
- مأمور ما صمد در بالاتر از خطر (۱۳۵۴)
- عطر گل یاس (۱۳۶۹)
- این خانه دور است (۱۳۷۰)
- آپارتمان (۱۳۷۲)
- اشتباه در اشتباه (۱۳۷۳)
- فروشگاه (۱۳۷۵)
- محله باصفا (۱۳۷۹)

### سایر فعالیت ها
- مستأجر (۱۳۷۱) دستیار صحنه